# Casa de Solita
La casa de Solita, también conocida como Casa de la Cultura de Benavente, es un palacete modernista del primer tercio del siglo XX situado en la ciudad española de Benavente (provincia de Zamora). El edificio fue proyectado en 1904 por el arquitecto Segundo Viloria Escarda por encargo del rico empresario y político local Felipe González Gómez para ser construido cerca del mirador de la Mota, en el actual paseo de Soledad González, en Benavente, provincia de Zamora.

## Características

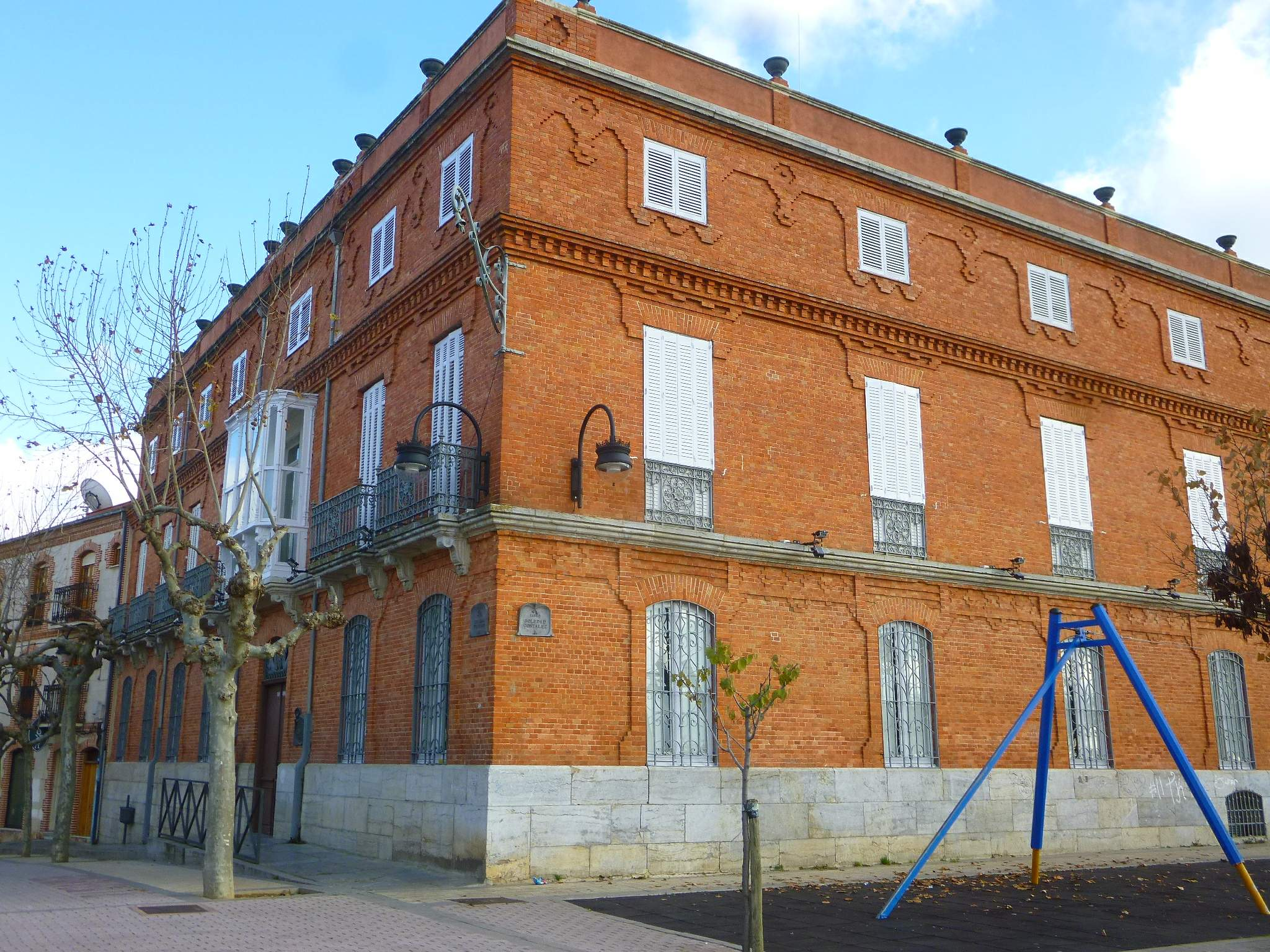
Fachada

El edificio, de estilo modernista, es un palacete emplazado junto al mirador de la Mota, en el paseo que lleva el nombre de su legataria, que mira hacia la vega benaventana. Fue mandado construir por el empresario y político Felipe González Gómez en 1904. Obra del arquitecto Segundo Viloria Escarda, tiene una planta de 800 m² y utiliza el ladrillo en las fachadas, rompiendo la excesiva frontalidad y monotonía de los muros. Las tres plantas del edificio responden a un mismo esquema, si bien en la principal se sustituyen los ventanales por balcones.
El inmueble, dividido en tres plantas más sótano y azotea, consta de elegantes salones burgueses decorados con pinturas de paisajes o escenas orientales, motivos geométricos y florales en los techos y excelentes labores de vitrería, de rejería y azulejos. El edificio, de planta cuadrada, se ordena en torno al núcleo que constituyen el patio central y la escalera principal de acceso. Posee además una bodega bajo rasante y una hermosa azotea con vistas a los jardines de la Mota.

## Legado
Soledad González Solita, heredera de la casa y propiedades anejas, donó a su muerte al Ayuntamiento de Benavente la casa modernista para usos culturales o religiosos. En efecto, en la actualidad, tras la rehabilitación del edificio, éste se destina a usos culturales. Recibe el nombre de Centro Cultural Soledad González, en homenaje a su antigua propietaria que lo legó a su muerte a la ciudad de Benavente, para que se destinase a dicho uso. El edificio alberga la biblioteca pública municipal (planta baja) y es sede de exposiciones y presentaciones de libros y otros eventos culturales.

## Galería
|                    |
| Fachada principal. |

|                                   |
| Detalle de la escalera principal. |

|                                     |
| Sala con motivos exóticos planta 1. |